# Stoian Stângă
Stoian Stângã, nume cu care este cunoscut in baladã si in legenda, iar după adevăratul său nume, Gheorghe Obedean, s-a născut pe la anul 1807 in Satul Nou, pe atunci sub stapanirea Austriei. Acest fapt reese din declaratiile proprii ale haiducului in fata organelor de ancheta. Parintii lui Stanga au fost Petre Obedean si Stanca, tarani, desigur saraci, din amintitul sat. Stanga a avut si un frate, pe nume Nicolae, mai in etate decat el cu zece ani. Cei doi frati vor face haiducie laolalta.
Dupa moartea Stancãi, pe la anul 1824, Patru Obedean paraseste Satul Nou si pleaca in lume impreuna cu fiii sai, Nicolae si Gheorghe. Se stabilesc, dupa cum arata insusi Stângã: “La satul Zaiceri, langa granita Timocului, despartitoare catre serbia si Turcia”. Asadar, dupa notiunile vremii, foarte departe de locurile natale.
Acolo, la Zaiceri (Zaiecear) isi duc existenta muncind pamantul.
Avem motive sa credem ca partea orasului in care a trait Patru Obedean cu feciorii sai va fi fost “Vlasca Mala"”-Mahalaua Romanilor, cum este in orasele acestei zone.
Intrezarim la Obedeni o viata grea. Familia este lovita de nenorociri. Pãtru se casatoreste in acel oras cu o localnica, dar aceasta moare dupa scurt timp. La randul sau fiul Nicolae se casatoreste si are sase copii. Ii moare insa si lui sotia, îi mor si cinci copii, in viata ramanand doar unul -Ioan. Nicolae este nevoit sa slugareasca pe la diversi negustori de vite din partea locului, acei cunoscuti “gealapi”.
Porecala “Stângã”, Pãtru o va fi dobandit dupa obiceiul locului ca fiecare sa aiba o porecla, pusa in cele mai multe cazuri dupa vreo insusire mai caracteristica. Iar numele Stoian, de asemeni foarte frecvent pana astazi printre bastinasii din zona Vidinului si a Zaiecearului, i se va fi dat, ne gandim, prin analogie cu numerosi haiduci care au acest nume.
O mare cotitura survine in viata Obedenilor, mai cu seama a fratelui mai tanar, Gheorghe-Stoian, in anul 1833. In aceasta vreme moare Pãtru, tatãl. Are loc apoi actiunea de eliberare din partea Serbiei a unor fasii de teritorii ramase sub stapanire turceasca inca de la inabusirea rascoalei sarbe (1804-1813), printre acestea si tinutul invecinat Zaicerului. Alipirea acelor tinuturi a decurs in mod relativ pasnic, exceptie facand tocmai punctul Zaiecear. Aci au avut loc lupte sangeroase intre sarbi si turci, pentru partea sarba ele soldandu-se cu un mumar considerabil de morti, precum si de prizonieri cazuti in mainile turcilor.
Printre participanti la aceste lupte, luati apoi robi de care turci, se gasea si Gheorghe Obedean. Prins, el a fost dus la cetatea Vidinului si tinut un an de zile in temnita acesteia. Dupa aceea este repartizat ca rob la Husein turcul, drept rasplata pentru ca acela se remarcase in luptele de la Zaiecear. Dupa vreo cinci ani de robire la Husein, Gheorghe Obedean-Stângã este trecut tot ca rob in proprietatea chiar a pasei de Vidin.
Daca mai inainte a reusit sa reziste eventualelor presiuni de a se turci, acum, cand a fost repartizat la curtea pasei, opunera -dupa cum se vede- nu i-a mai fost lui Stoian-Pãtru cu putinta fără riscuri pentru viata. Cum: sa fie rob la pasa si sa ramana pe mai departe crestin-ghiaur? El insusi, Stângã, spune ca a fost trecut la islam in urma unor torturi si persecutii, altfel ar fi fost sa i se “piarda viata cum s’a intamplat cu altii”, in aceeasi situatie.
Balada arata in felul urmator aplicarea torturii, la care s’a procedat dupa vreo doua luni de detentiune in temnita pe chestia refuzului sau de a se turci:
„Un mangal de foc lua
Si în brate i-l punea
Si cu fruntea cã-l pripea,
Pânã apa cã-l trecea!
Miru din cap îi scotea;
Din numele lui –Stoian,
Ii punea nume: Hasan.
Of, Hasan, Celi-Hasan!”
Pe de alta parte, unele varinante ale baladei atribuie un rol de seama in turcirea silita, nasului tradator -Niclocea. Acesta ar fi fost de fatã la moscheia din Vidin, când, îi tãia, îi da’n gura de-o mânca”.
Mai târziu, în momentul când se rãzbunã asupra nasului perfid, Stângã dupã cum aratã o altã variantã a baladei, i se adresã acestuia cu urmãtoarele cuvinte de repros:
„O, nasule, dumneata!
Nu-ti fu milã si pãcat
De pe mine mã turcisi,
Numele mi le schimbasi;
Din numele crestinesti,
Imi pusesi alte, turcesti:
Din Stângã, Deli-Hasan!?”
Oricum va fi fost, Stângã n’a putut ierta autoritatilor si tradatorilor islamizarea-turcirea fortata. El fãuri un plan de cruntã rãzbunare, pe care-l si traduse ân fapt prin actiunea sa haiduceascã.
Iceputul acestei haiducii cade, potrivit documentelor scrise, in anul 1840; adica la un timp relativ scurt dupa momentui islamizarii. Iar pe acesta noi il determinam in baza calculului fazelor in robirea lui Stanga, relatate de el insusi. Balada spune si ea:
Când oi zice colãlie,
a plecat în haiducie!
Nu pleca de sãrãcie,
ci pleca de dusmãnie!
Staruinta cugetului de a scapa de robie si de a reveni la legea pravoslavnica, se vede limpede din relatarea documentara ca, cu prilejul unei vizite la Vidin a polcovnicului Solomon din Tara Romaneasca, care a avut loc prin 1840, Stângã a cãtat o ocazie potrivita ca sa-i comunice acestuia dorinta sa. Momentul socotit prielnic a fost scãpat însã din cauza ca mai multi dintre turcii prezenti stiau romaneste. Polcovnicul Solomaon reprezenta pe atunci mare autoritate militara in tara.
Acum însã, Stângã se folosi de împrejurarea cã dupã turcire fusese pus gãvaz (slujitor armat) al pasei si ca atare avea libertatea de miscare.
Gãvaz la pasã-l punea
Si credinta ca i-o lua.
Pânã la primavara,
Tot ca gãvaz îmi umbla.
El a putut sa-si organizeze ceata, apoi, la momentul oportun, sa se lanseze in haiducie. Mai intai a adus la Vidin pe fratele sau Nicolae si l-a pus sa slujeasca pe la diversi turci din Vidin. A initiat in planul actiunii haiducesti pe insotitorul sau de slujba Dinu, apoi si pe fratele acestuia, Craciun.
Datorita asadar acestor imprejurari, Obedenii au putut sa cunoasca indeaproape situatia turcilor si a o folosi in scopul haiduciei. Ulterior s’a alaturat cetei un al saselea combatant, pe nume Calin Ungureanu din Alova, tocmit la turcul Hasan ca cioban cu 100 lei pe an la 100 de oi. Acesta a adus cu sine si armele ce i le daduse stapanul sau, turcul, pentru pazã la turmã.
Cei sase amintiti figureaza in documente ca membri ai cetei cazuti ulterior in mainile autoritatilor. Au fost insa si altii, preum : Zagare si Ali pandurul din Bregova (sat romanesc sud-duarean), Dinu din Clujmir (in Oltenia) s.a.
Balada populara vorbeste de asemeni, totdeauna, de nucleul cetei alcatuita din patru haiduci, care sunt, ca si in documente: Stângã, fratele sãu, nepotul sãu de frate, al patrulea fiind indicat uneori ca nepot de frate, alteori ca vãr primar. Dar numele lor, înfara de acela al lui Stanga, sunt in balada altele si anume: Craciun, Dumitru si Stancu, descrisi si ei ca turciti, cu noile lor nume: Ismail, Mahmud si Arap Buzat. In schimb, Dinu si Calin sunt infatisati in roluri de gazde si de sprijinitori activi ai cetei. O alta modificare fata de realitatea oglindita in documente este aceea ca in locul numelui de persoana Calin, apare localitatea Calinic (existenta in tinutul Vidinului). In unele variante ale baladei Ioan a devenit “Nica din Gradscov”. Dupa cum numele lui Nicola, fratele lui Stanga, dispare in fata omonimului nasului tradator, Nicola-Nicolcea. Dupa cum se stie insa, asemenea confuzii de nume, frecvente in balade, nu modifica totodata si esentialul in nararea faptelor.
Plecarea cetei in haiducie a avut loc, dupa toate probabilitatile, in primavara anului 1840. Este verosimila nararea baladei ca Stanga, pentru a-si camufla iesirea in haiducie, sa fi uzat de pretextul ca merge la vanatoare. Pe acest motiv a obtinut arme de la pasa, precum si cainele de vanatoare al acestuia. Dupa ce astfel a adormit vigilenta pasei, aducandu-i in cateva randuri vanat bogat de iepuri, intr’o zi Stanga a repudiat copoiul spre cetate, legandu-i la gat o tinichea cu înstiintarea scrisa pe ea:
“Haiduceste Stângã’n pace, ca n’ai, pasã, ce-i mai face! “ Iar el s’a ascuns atunci in “cetatea latina” de la Albotina, unde s’a adunat nucleul cetei.
Alegerea lui Stanga ca “harambasa” al cetei se face printr’un procedeu stravehi: “Ei ciomagu cã dãdea, de trei ori Stângã cãdea”.
Procedeul consta in a tine bastonul drept si fiecare apuca cu palma intreaga pe rand. Acela caruia îi revine sa apuce ultimul la varf, are castig de cauza, adica este ales. Se zice ca el “cade’, adica pe el a cazut alegerea. (In vremurile mai din urma procedeul se mai folosea la jocuri de copii).
Juramantul s’a depus, dupa cum descrie balada – “ cu genunchi pe sabioara” ; adica juramantul pe arma.
Actiunea lui Stanga, dupa cum reese din datele traditiei, iar indirect se vede si din cele consemnate poarta trasaturile clasice ale haiduciei pozitive, cea care loveste in exploatatori, sprijina saracimea si are de partea sa simpatiile poporului.
Una dintre ispravile cele mai de seama savarsite de ceata lui Stanga, descrisa cat se poate de amanuntit in balada, a fost una totdeauna ravnita de haiduci: pradarea masselor din partea stapanirii otomane. Undeva “mai sus de Bointa”, ceata pandi cu rabdare pana ce surprinse haznaua in trecere, adica banii briului de la raia, adunati si trimisi de catre “pasa Petco din Gramada”. Erau mai multi desagi plini de galbeni. Trupul “ haznagiului” strans legat pe cal, a fost lasat sa fie dus la Vidin, spre incredintarea pasei. Acesta, n’a putut  decat sa exclame disperat:  “ Of, sãracã maicã-mea, rãu ne arse Stângãcuma!” – si sa trimita potera.  Masura sortita esecului deoarece haiducul se retrasese in adapostul sau sigur de la Apa Rece, descrisa in legenda sus amintita, de asemeni in balada.  Dar actiunii lui Stanga îi este proprie si trasatura cealalta a haiduciei: lovirea totodata in reprezentantii nemusulmani ai paturii instarite, de multe ori tot atat de lipsiti de scrupule ca si turcii. Cele cateva calcari de prada savarsite in zona Vidinului pentru procurarea celor strict necesare cetei (hrana, imbracaminte) si drept razbunare impotriva elementelor pactizante cu turcii, raman minore fata cu actele de calcare in stil clasic, ca pe vremea lui Jianu si Stefan Bujor sau a lui Tunsu si Grozea, savarsite acum de Stanga asupra ciocoilor din nordul Dunarii.
Balada descrie o astfel de calcare la Calafat unde Stanga a pornit pe motivul exprimat cu humor in textul baladei: “N-am vãzut galbeni de Tarã, haid sã mergem, frãtioarã!”. Alta data motivul trecerii in Tara Romaneasca este exprimat cu sobritate:
“Acolo traiesc ciocoi!
Sa iau cativa gãlbiori,
Sã mai dau si la sãraci,
Sã-si cumpere boi si vaci”.
Autoritatile din Tara Romaneasca identificuau in Stanga pe autorul unor atacuri haiducesti savarsite in tinutul Mehedinti. La 11 noiembrie (1840), comitetul carantinelor si ocarmuirea Mehedintului raportau la Bucuresti ca in ziua de 19 Septembrie, precum si in alte zile mai ‘nainte, o ceata a efectuat mai multe calcari asupra arendasilor (ciocoi) de pe marginea Dunarii si ca haiducii au reusit sa-si asigure trecerea pe malul sudic al fluviului. Polcovnicul Solomon, cunoscut inca din vremea lui Ioan Caragea si dupa aceea ca sef de potere impotriva haiducilor, s’a edificat ca ceata a fost condusa de Stoian Stanga.
In baza acestor prime informatii, este delegat “cavalerul” Nicolae Barbiceanu sa ia legatura cu vamesul de partea sarbeasca, Craciun (!), de la care acesta afla ca Stoian Stanga ar fi trecut din Iasicova (localitate sud-dunareana) prin Serbia si s’a retras peste apa Timocului in Turcia.
La propunerea Departamentului dinlauntrul Tarii Romanesti, Secretariatul statului (Ministerul de externe) face demers pe langa pasa de Vidin, cerandu-I sa ia masuri in vederea prinderii lui Stanga. Drept raspuns, pasa de Vidin înstiintã la 1 Aprilie (1841) ca Stanga a fost prins si pus in temnita, iar interogatoriul lui a fost trimis la Istanbul. Corespondenta insa n’a dat rezultatele asteptate, haiducul n’a ajuns in mainile autoritatilor romanesti. Nici nu mai intalnim alte documente din care sa ne lamurim se s’a intamplat cu Stanga si cu ceata lui in intervalul dintre Aprilie 1841 si Octombrie 1843, cand ceata reapare urmarita de turci.
Pentru aceasta perioada de timp revenim la balada, care ne da elementele unei haiducii larg desfasurate. Intai de toate ea ne infatiseaza pe numerosii sprijinitori ai cetei din diverse localitati: Nica si Tufita din Gradscov, Ion Dodolocu din Varf, Gheoghe Bilan din Ganzova , Ion Dodolocu din Varf, Gheorghe Bilan din Ganzova, Nicolce din Vidin (infatisat apoi ca tradator), Marin Lubenita si Nicolina Stambeana din Cosova, mosul Dumitru din Calinic si Goguta din Zlokutea, Mosul-Diura din Bracevat, Mihai Fuior din Iasenovat, Mosul-Stan din Rabova. Trebue sa mentionam ca toate satele aci mentionate din nordul Bulgariei, tinutul Vidinului, au fost si sunt pana astazi locuite de romani. Numele persoanelor se vad clar romanesti.
Vine, in al doilea rand, evocarea, cu descrieri mai largi si pitoresti, a locurilor unde se reintalneau haiducii sau isi savarseau ispravile: Haiduc-Cesma, Teiova, podul Belvina, Dincovita, Apa Rece, cetatea de la Albotina, Chiova, Varf.
In sfarsit, materialul cuprins in cele patru variante ale baladei se impune atentiei printr’o bogata si pretioasa informatie asupra caracterului haiduciei lui Standga.
Ea are toate trasaturile distincte ale unei forme de lupta populara impotriva raului, spre binele celor asupriti. Ceata se calauzeste dupa principii morale inalte, totdeauna urmate de catre adevaratii haiduci. Intruchiparea acestora este capetenia cetei, Stanga.
Astfel, decum porneste ceata la actiune, Stanga îi cere sa evite a calca locurile cu semanaturi; adica sa nu nesocoteasca munca plaugarului chinuit, ci sa tina drumul pe razoare. Atunci cand ceata intra intr’o pivnita pentru a lua de ale mancarii si bauturii, Stanga îi previne pe cetasi sa nu ia peste cele necesare, sa nu faca risipa, deoarece:
Noi ce-om bea si om mânca,
Aia nu e sãrãcia.
Ca sã luati sama aciia:
Sa nu sloboziti munca,
Cã ne blãstamã lumea.
La impartirea  prazii intre haiduci, Stanga de asemeni da dovada de dezinteres material. El ia doua parti din prada: “Una pentru arambasie, alta pentru voinicie”. O face insa formal; caci indata dupa aceea cedeaza camarazilor de ceata toata partea sa, cu cuvintele: “ Cand oi zice avrameasa, duceti la copii acasa!”
Cand, intr’o fuga de potera, haiducii scapa intr’o cânepã calcand-o si distrugand-o, Stanga tine sa-i lase cultivatorului o straita cu bani, drept despagubire:
O traistuta c’alegea,
Cu cutitili sãpa,
Traista în pãmânt bãga,
Baierile-afar’lãsa.
Aceasta, pentru ca:
Lui halal sa-i fie blaga!
Cand oi zice bob de orz,
S’o manance sanatos.
Sublimul gest de a cumpara taranului sarac boi si vaci, au pur si simplu a-i da bani pentru a-l scapa de saracie, gest atrubuit atat de frecvent haiducilor romani, nu lipseste nici in cazul lui Stanga:
Iti dau trii sute de lei,
Sa te duci maine la Dii,
Iti cumperi pereche de boi,
Sa-ti iei cãrugean si plug;
Poimâne te vãd arând,
Adânc cu plugul brãzdând!
Cu aceste cuvinte ofera Stanga ajutor unui taran sarac ce trudea din greu cu sapa pe o coasta cu pamant sterp. Alta data se spune ca haiducul: “Multa blagã aduna, l-a sãraci o împãrtea”.
O asemenea capetenie nu numai ca este respectata, dar se bucura si de afectiune profunda. Balada ilustreaza aceste sentimente prin descrierea împletirii aproape rituale a pãrului lui Stângã de catre ceilalti haiduci:
Pãrusoru-i pieptãna;
‘mpletea coada cu parale,
parcã e o fatã mare;
si o lungea pe spinare,
de trei ori o’ncolacea,
ca balaur’le sclipea,
sup cãciulã o bãga.
Actiunile cetei lui Stanga au nelinistit, desigur, in cea mai mare masura autoritatile turcesti de la Vidin, devreme ce acestea au ridicat foarte puternice potere, obligand ceata sa treaca peste Timoc in Serbia, in toamna anului 1843. Ele solocitau de acuma ajutorul autoritatilor sarbesti si romanesti la urmarirea si prinderea vestitului haiduc.
Initial, Stanga isi pornise ceata spre Dunare. Potera turceasca i-a atinut insa calea si intr’o lupta Stanga a fost ranit in picior. Ceata s'a indreptat atunci spre satul Halova (romanesc) de unde era Calin, iar de acolo “iesind prin tinutul Servii peste Timoc, tot prin paduri au coborit la marginea Dunarii. Insusi Stanga delara ca “au umblat prin paduri, ascunzandu-se de turci”.
Haiducii cautau scapare in Tara Romaneasca. Ei reusesc sa puna mana pe o luntre si sa traverseze Dunarea in apropiere de insula Ada-Kaleh, debarcand la Varciorova, in ziua de 7 Octombrie.
Avand cunostinta de acest fapt de la un dregator sarbesc, autoritatile din Tara Romaneasca iau toate masurile pentru prindere. Raportul subocârmuirii plasii Jiului in aceasta privinta suna astfel: “ Prin intr’adins stafeta ce cum sa primi dela cinstita ocarmuire a judetului Mehedinti, cu nr. 8902, va incunostiintam cu aceasta ca Joi, la 7 ale urmatoarei luni, vestitul Stanga, impreuna cu alti sase tovarasi, dupa de au savarsit in Decidea (dincolo de Dunare), adeca in Turchia si Servia, nenumarate fapte netrebnice, apoi gonit fiind de acolo, au trecut in coprinsul acelui judet si intrand in padurea mare, coprinzandu-i, s’au facut nevazuti. Si, desi din parte-i s’au loat cele mai serioase masuri spre a lor dovedire si prindere, dar, pentru ca acest talhar este cunoscut, ca, dupa a lui obisnuinta savarseste in tot chipul netrebnicii, ocarmuirea grabeste iarasi printr’adins a pune in vedere dumnealui subocarmuitorului ca, pe data pretuind, atat cu unele ce poate izvori din nedarea prilejului a-si savarsi ale sale cugetari, precum si raspunderea cea neiertata va trage asupra-si, sa ia cele mai vii masuri si strajnicind cu dinadins printre toate satele din coprinsul acelei plasi, cum nu mai putina asemenea exacta strajnicie va face si tuturor carciuarilor si ciobanilor si hangiilor ca sa fie ziua si noaptea in picere si in minutu ce va auzi ca s’au ivit din vreo parte din satele coprinsului lor, sa navaleasca inainte cu tot felul de arme; cand, pe data, iarasi va porni si insusi de suptocarmuitorul cu toate cetele dorobantesti de a-i prinde negresit... (altfel) va fi pe data suspandat din postul sau si dat in judecata cremenala, cerandu-se osanda sa”.
Aceste dispozitii se transmiteau de sus pana jos, inclusiv satele din plasa Targu Jiului: Bucoviciorul, Plopsorul, Podarii, Livezile de Sus, Vela, Bucoviciorul, Plopsorul, Podarii, Livezile de Sus, Vela, Bucovatul. De nu vor fi micii dregatori  atenti “ocna va mananca!”
Si mai mult denota temerea in fata haiducilor adresa din 16 Octombrie (1843) a carmuirii de Dolj de a se mobiliza o potera de 200 de oameni “cu tot felul de arme aparatoare, iar o ceata de dorobanti se va preumbla zi si noapte in picere prin sate, a zdrobi ceata”.
Este importanta mentiunea făcuta in raport cum ca s’a aflat ca Stanga ar fi zis ca “vrea sa vina la Plescoi, la polcovnicul Solomaon”, dar, tocmai de aceea, satul a fost inconjurat de forte armate. Alesii satelor, cum se zicea la primari, erau obligati sa raparteze zilnic.
Asa arata, deci, haiturirea haiducilor la vremea aceea. Vazandu-se in fata situatiei primejdiose, creata prin amplorea masurilor aratate, haiducii iau hotarirea sa se desparta. Dinu si Craciun se predau autoritatilor la Cerneti, fiind originari, se spune, din Oravita. Stanga, Nicolae, Ioan si Calin se indreapta spre apa Cernea, apoi spre teritoriul Austriei, nazuind, desigur, sa ajunga la Panciova si la Satul Nou, locul de origine al Obedenilor. Fie ca au esuat in acest plan al lor, fie ca s’au predat de buna voie dupa ce au trecut “in Austria”. Cum se spunea in limbajul vremii, fapt e ca cei patru haiduci se gasesc in fata organelor austriece de la Valcan, unde sunt anchetati in ziua de 26 noiembrie. De acolo sunt escortati la Hateg, fiind tinuti doua saptamani. Readusi la Valcan, sunt predati comandantului de granita romanesc, care îi trimite la Targu Jiu. Aci, carmuirea de Dolj le ia alt interogatoriu. Actele acestui interogatoriu ni s’au pastrat laoalta cu acelea ale organelor austriece si ele toate constituie sursa principala de date contemporane.
Cuvantul principal in fata anchetatorilor l-a avut Stanga.
Referindu-se probabil la ultima faza a haiduciei sale, Stanga declara raspicat: “Nici in tara turceasca, nici in Serbia, nici in Tara Romaneasca, pe unde ne-am cautat scaparea vietii, nu am facut nici un fel de rau nimanui sau vreo calcare de vreo para macar. Ca, de am fi avut aceasta placere, in mana noastra au statut toate voia; afara numai de apararile ce am urmat de poterile turcesti, poate sa se fi facut vreo ucidere care noi sa n’o cunoastem”.
Luandu-si raspunderea faperlor si a celor afirmate, Stanga declara haiduceste ca, daca se va constata altfel, in acel caz “cu herastraul sa ne faca basca trupurile”. Iar nu sa-i spanzure sau vreo alta moarte mai usoara sa le hotarasca. Urmeaza, dupa cum am zice, sinteza haiduciei lui Stanga, pe care el o exprima in cuvintele urmatoare: “Iar toata dorinta noastra au fost sa ne vedem odat veniti iarasi la legea pravoslavnica!” Este exprimat totodata, aci, un vibrant apel catre autoritatile bisericesti cele mai inalte ale Tarii Romanesti pentru a proceda la readucerea haiducului in credinta lui de alta data, cea crestin-ortodoxa.
Organele Carmuirii ce Dolj se aratara intelegatoare si sustinura aceasta cerere in raportul lor inaintat catre organele superioare. Acestea din urma insa, dupa cat se pare, n’au inteles destinul haiducului. Vor fi prefigurat, zicem, pe cele de azi, in privinta credintei omului.
Urmandu-se procedura, judecata lui Stanga si a celorlalti ar fi revenit tribunalului de Mehedinti. Dintr’o adresa (29 noiembrie 1843) a Departamentului dinlauntru catre Secretariatul statului reiese insa ca toata chestiunea ar urma sa fie supusa domnului Tarii Romanesti “inainte de a instiinta ocarmuirea sarbeasca”.
Chestiunea se opreste aci, nemaifiind consemnat cum a evoluat ea mai departe. Este cert insa ca devreme ce actele au rămas la Secretariatul statului, respectiv Ministerul de externe astazi, haiducii au fost extradati turcilor. Trebuiau menajate pretentiile puterii suzerane, nu trebuia sa te pui rau cu acestea din cauza unora pe ocolo ce nazuiau sa revina la credinta lor crestina. Cam cum o pateau si basarabenii nostri mai incoace cu pretentiile bolsevicilor la “cetatenia” lor.
Predarea reiese din balada care spune:
Au în Beci când îl prindea,
La Vidin cã-l trimetea.
Mi-l lega si-l fereca
c’acolo-i cere pasa.
Iar în altã variantã:
Si pe datã cã-l mâna
La Calafat l-aducea.
Pasa si cu viadica
La Calafat cã-l mâna
Ca sa-l treacã dincoace,
Cã nimica nu-i face!
Odata ajuns din nou in mainile turcilor, Stanga n’a putut avea alta soarta decat aceea de a fi executat. El era de acum “tradator” al credintei musulmane. Sfarsitul cel tragic, descris cu emotie in balada, isi gaseste confirmarea si intr’o lapidara mentiune documentara romaneasca. Este vorba de marturia unui anume Iovan Mongescu, prin revenirea sa ilegala in Tara Romaneasca, care declara ca a trecut clandestin venind din tara turceasca deoarece “au auzit de moartea lui Stoian Stanga, zis pe turceste Hasan”. Astfel se confirma documentar chiar si numele impus lui Stanga la islamizare, cum se mentiona in balada.
Este greu de crezut ca executia a decurs, cum la fel descrie balada, in stilul cunoscut, aplicat in cazul haiducilor.
Ea a avut loc la “Targul de boi” din Vidin. Acolo, la poarta targului de alta data, potrivit informatiilor unor localnici din Vidin si Cosava, se vedea piatra mormantului lui Stanga pana acum vreo patru decenii. De altfel, targul de la marginea unui oras, cum a fost acela de vite la Vidin, era locul de executie obisnuit in uzanta orientala. Pentru analogie amintim ca si la Bucuresti pedepsele corporale si capitale se executau in vechime, in vremea turcilor si fanariotilor, la Targul de Afara. Acolo fusese dus la spanzuratoare si haiducul Iancu Jianu, fiind iertat si scapat in ultima clipa.
Mai exista practica, de asemenea aratata in balada lui Stanga, de a obliga poporul sa asiste la executie:
Câtã era, vezi, lumea,
Toatã’n târg ca s’aduna.
Pe Stoian Stângã-l plimba
Si la streanguri îl tragea.
Se stie ca haiducii erau in stare sa infrunte moartea cu un curaj uimitor, ca ei singuri preferau moartea de palos decat spanzuratoarea.
Tinuta barbateasca a lui Stanga in fata executiei este ilustrata in balada printr’o serie de imprejurari caracteritice haiducilor in general, totodata specifice cazului Stanga. El insusi cere sa fie executat cu spada lui haiduceasca, deoarece: “Cu ea de mã vei tãia, iar cu alta n’ai putea!” Sunt aci si alte cuvinte de ocara la adresa gealatilor nepriceputi, facand astfel realitatea sa consune cu zicala turceasca: “Ocaraste ca vlahul din teapa!”
De ceilalti camarazi ai lui Stanga se spune in alta varianta de balada ca au fost spanzurati.
Asadar, istoria ne ofera surpriza ca un român banatean, integrat in viata romanailor din dreapta Dunarii, sa dea haiduciei balcanice un militant marcant, de talia altora mai vechi si mai noi, binecunoscuti in istoria rezistentei anti-otomane. Spre deosebire de aceia insa, Stanga a avut soarta ca numele sa nu-i intre in circulatie larga, faptele lui fiind cantate in graiul unei enclave, cea romaneasca din nordul Bulgariei, prin aceasta figura lui fiind plasata de la inceput intr’o zona locala, restransa.
Istoria lui Stanga nu este nicdecum lipsita insa de semnificatie in contextul evenimentelor vremii din cadrul geografic Vidin-Craina-Oltenia. In fond, ne aflam aci in fata unor puternice framantari politice si sociale caracteristice zonei, in care haiducia inca isi spune cuvantul. Astfel, chiar in anii haiduciei lui Stanga, 1814-1843 au loc puternice framantari la Braila. In miscarea braileana din 1842, un rol de frunte joaca revolutionarul bulgar si balcanic G.S. Rakovski. In 1840 este descoperita in Tara Romaneasca o conspiratie revolutionara in care sunt implicati, printre altii, Nicolae Balcescu si Ioan Gampineanu. Tocami in acesata imprejurare apare si o puternica ceata haiduceasca gata sa se alature unei eventuale miscari revolutionare. Mai mult, ea ar fi urmat chiar sa initieze o asemenea miscare in zona Calafatului. Aceasta ceata avea 35 de membri si in anii 1840-1841 ea savarseste o serie de calcari asupra arendasilor si boierilor din Oltenia. In 1842 ea planuia sa calce balciul de la Poiana, o localitate situata nu departe de Calafat, cu scopul ca prin pradarea negustorilor bogati de la balci sa procure banii necesari cumpararii de arme. Acestea urmau a fi procurate apoi din sudul Dunarii. Ceata a făcut unele pregatiri in vederea navalirii asupra balciului Poianei si a declansarii immediate a unei rascoale. Prinsi, prin tradare, inainte de atac, haiducii declarau ca ideea organizarii unei “rebelii” in tara le-a venit de la “rãul arendasului” si din faptul ca “in toate tarile s’au ridicat rebelie si s’au facut bune asezamânturi”. Mai departe ei lamureau ca intocmirea unor asezaminte sociale mai bune privesc situatia taranimii.
Dupa cat ne este cunoscut, aceasta este ultima actiune haiduceasca in Tara Romaneasca, facand abstractie de cazul mai izolat si plasat in timp ceva mai tarziu al lui Radu Anghel si devenit subiect de cantec popular. Este limpede ca nazuintele acestei haiducii, cum ea insasi s’a declarat, erau inspirate de niste idei destul de avansate, mergand pana la scopul de a inlatura o carmuire nedreapta si a schimba randuiala existenta. Dealtfel, indata dupa aceea, in anul urmator, ia fiinta organizatia secreta revolutionara “Fratia” care va pregati revolutia de la anul 1848. La Islaz, punctul de declansare a acestei revolutii, rabufneste inca in 1845 o rascoala locala a taranilor, determinata de starea grea a paturii de jos de pe marginea Dunarii.
Nu trebue ignorat nici faptul ca haiducia ca forma de lupta sociala, pentru dreptate, in cazul lui Stanga pentru dreptate si credinta, atrage tocmai in vremea aceasta atentia si a intelectualitatii progresiste romanesti. Cea dintai balada alcatuita de Vasile Alecsandri este consacrata haiducului Groza, pierit in 1834. Tocmai in 1840, Alecu Russo scrie bucata intitulata “Studii  nationale”, în care vorbeste de rostul si semnificatia haiduciei, spunand printre altele: “Oricum sa fie, poporele au admiratie plina de dragoste pentru unii hoti (in sens de haiduci) si chiar un cult pentru vitejiile lor, caci tot curajul natiilor cazute se concentreaza in acesti oameni energici”.
Se vede, deci, care era atmosfera ce o cunoaste haiducul Stanga in vremea actiunilor sale. Si in regiunea Vidinului situatia inspira si impingea la haiducie. In partea de nord-vest a actualei Bulgarii au izbucnit rascoale locale in anii 1835 si 1837. Starea grea a taraninii din sudul Dunarii care nu inregistra nici o imbunatatire in ciuda promisiunilor date prin hatiseriful de la Gyuhane (1839), face sa izbucneasca in 1841 cunoscuta rascoala de la Nis, care antreneaza si unele sate din tinutul Vidinului. Amintitul hatiserif proclama garantarea cinstei cetatenilor din Turcia, indiferent de nationalitate si de religie. Dar acest principiu nu-si gaseste aplicare, dupa cum se vede chiar din cazul lui Stoian Stângã.
In evenimentele desfasurate dincolo de Dunare, rolul elementului haiducesc este evident. Tocmai cu prilejul rascoalei din 1841 actioneaza vestitii haiduci bulgari Nicola Srandaci si Stoian Ceavdar. Acesta din urma comanada in rascoala 50 de oameni. Identitatea de nume, ca si unele coincidente de fapte, a dus la unele concluzii gresite in istoriografia bulgara incat aspecte ale haiduciei lui Stanga au fost puse pe seamea haiduciei lui Ceavdar; dupa cum de persoana aceluiasi au fost legate fapte relatate in balada romanilor craineni (Negotin) despre Stoian Bulibasa, unele din acestea fiind localizate in Brgova (sat  romanesc).
Destul de clar ca atmosfera generala din sudul Olteniei, cat si cea din tinutul Vidnului, caracterizate prin prezenta haiduciei in care poporul de rand isi punea niste sperante, nu putea fi necunoscuta de Stanga. Fara doar si poate, haiducia lui a izvorît si din aceasta atmosferã, cu toate cã, evident, determinanta a fost in cazul lui robia otomana si islamizarea fotata. Dupa cate stim, aceste e ultimul caz in istoria haiduciei balcanice, consemnat cu certitudine, de protest si razbunare tocmai impotriva islamizarii.